# Rivellia lavata
Rivellia lavata är en tvåvingeart som beskrevs av Friedrich Georg Hendel 1914. Rivellia lavata ingår i släktet Rivellia och familjen bredmunsflugor.
Artens utbredningsområde är Samoa. Inga underarter finns listade i Catalogue of Life.